# Camencuța, Glodeni
Camencuța este un sat din cadrul comunei Danu din raionul Glodeni, Republica Moldova.

## Demografie
Conform recensământului populației din 2004, satul Camencuța avea 117 de locuitori: 95 de ucraineni, 18 moldoveni/români și 4 ruși.